# 黒田海之助
黒田 海之助（くろだ うみのすけ、1911年〈明治44年〉5月18日 - 1995年〈平成7年〉10月4日）は、日本の政治家。埼玉県熊谷市長。

## 来歴
旧制埼玉県立熊谷中学校、旧制松本高等学校文科甲類を経て、東京帝国大学法学部法律学科卒業。卒業後は教員を経て、住友金属工業（現・日本製鉄）に勤務した。1950年（昭和25年）、熊谷市職員となる。1957年（昭和32年）に収入役となり、1961年（昭和36年）に第一助役となった。
1962年（昭和37年）5月19日に10代目熊谷市長に就任した。

### 1982年熊谷市長選挙
1982年（昭和57年）の市長選挙に6選を目指して立候補したが、増田敏男ら2人に敗れて落選した。
※当日有権者数：-人 最終投票率：-%（前回比：-pts）
| 候補者名   | 年齢 | 所属党派 | 新旧別 | 得票数   | 得票率 | 推薦・支持 |
| ---------- | ---- | -------- | ------ | -------- | ------ | ---------- |
| 増田敏男   | 53   | 無所属   | 新     | 27,756票 | 39.70% | -          |
| 小林一夫   | 53   | 無所属   | 新     | 25,164票 | 35.99% | -          |
| 黒田海之助 | 70   | 無所属   | 現     | 16,995票 | 24.31% | -          |

同年5月18日に市長を退任した。その他、熊谷地区消防組合管理者、市町村農業委員会会長も務める。
1985年（昭和60年）9月、熊谷市名誉市民となる。

## 家族
- 父・黒田蔵之介（埼玉県議会議員[5]）